# Río Santa Elena (Cochabamba)
Der Río Santa Elena ist der rechte Quellfluss des Río Alto Beni. Er liegt an den Osthängen der Anden-Kordilleren in dem südamerikanischen Staat Bolivien.
Der Río Santa Elena entspringt in der Cordillera de Cocapata, er hat eine Länge von 177 Kilometern und gehört zum Flusssystem des Amazonas. Der Fluss nimmt seinen Anfang in einem Quellsee auf 4245 m Höhe, der eine Länge von 1000 m und eine maximale Breite von 300 m hat. Der Río Santa Elena fließt weitgehend in nördlicher Richtung zwischen den Höhenzügen der Cordillera de Cocapata und der Cordillera de Mosetenes hindurch. Größter Nebenfluss ist der Río Altamachi, der nach 117 km von Südosten kommend in den Río Santa Elena mündet. Der Fluss endet nach 177 km, vereinigt sich hier mit dem Río Cotacajes und trägt anschließend den Namen Río Alto Beni. 